# Transgender Erotica Awards
I Transgender Erotica Awards (The TEA Show), precedentemente noti come The Tranny Awards, sono un gruppo di premi cinematografici presentati ogni anno negli Stati Uniti che riconoscono performance e interpreti nel campo della pornografia transgender, con particolare attenzione alla fotografia erotica e ai film pornografici. Organizzata dalla società di produzione di film per adulti Grooby Productions, i premi sono stati assegnati per la prima volta nel 2009 e sono stati creati a causa della scarsa rappresentativa di artisti e produttori transgender nelle premiazione dei film per adulti tradizionali.
Le nomination ai premi vengono presentate dai rappresentanti dell'industria e dai fan delle pellicole transgender per adulti; i vincitori sono votati da una giuria che rappresenta fan, produttori, artisti e critici professionisti. Ogni anno c'è una giuria diversa.

## Storia
Nel 2008 la società Grooby Productions ha prodotto i Tranny Awards per superare "la mancanza di riconoscimenti all'industria erotica transgender". La giuria della prima edizione del concorso era composta dall'icona del cinema per adulti transessuale Meghan Chavalier, dal proprietario di Bob's T Girls Bob Maverick e dal CEO di Grooby Productions Steven Grooby. Nato come un evento solamente online, già dal 2010 si è tenuto il primo e principale spettacolo dell'industria pornografica transessuale con un progressivo ampliamento delle categorie in gara.
Nel 2014, alla settima edizione, il concorso è stato rinominato in Transgender Erotica Awards (The TEA Show) per favorire l'inclusività nel settore. 
Nel 2016 l'edizione si è tenuta il 6 marzo, al nightclub Avalon di Hollywood ed è stata introdotta la categoria del Miglior interprete non transessuale. La location, confermata anche per le edizioni successive, nel 2018 ha ospitato la decima edizione che si è svolta tra il 9 e l'11 marzo su tre giorni con un pre-party il venerdì, una convention diurna per i fan il sabato e la classica cerimonia di premiazione la domenica.
L'edizione del 2020 inizialmente programmata tra il 13 e 15 marzo ad Hollywood doveva essere condotta da Natassia Dreams e Domino Presley, ma a seguito della pandemia da Covid-19, è stata spostata a maggio e si è tenuta in modalità virtuale. Anche l'anno successivo si è tenuta solamente in streaming il 7 marzo con Domino Presley confermata come "Mistress of Cerimonies".
Nel 2022 il concorso è stato nuovamente rinominato in Trans Erotica Awards (TEA) sempre con la finalità di maggiore inclusione.

## Vincitori

### Vincitori 2009-2013
| Categoria                                        | Vincitori                       | Vincitori            | Vincitori                                       | Vincitori                                                 | Vincitori                                             |
| ------------------------------------------------ | ------------------------------- | -------------------- | ----------------------------------------------- | --------------------------------------------------------- | ----------------------------------------------------- |
| Categoria                                        | 2009                            | 2010                 | 2011                                            | 2012                                                      | 2013                                                  |
| Best North American/European Website Model       | Natassia Dreams                 |                      |                                                 |                                                           |                                                       |
| Best Website Model from an Asian Country         | Areeya                          |                      |                                                 |                                                           |                                                       |
| Best Website Model from a South American Country | Brianca Friere                  |                      |                                                 |                                                           |                                                       |
| Best Website Model                               |                                 | Hazel Tucker         |                                                 |                                                           |                                                       |
| Best Website Model Hardcore                      |                                 |                      | Celeste                                         | Eva Lin                                                   | Foxxy                                                 |
| Best Website Model Solo                          |                                 |                      | Bailey Jay                                      | Sarina Valentina                                          | Sarina Valentina                                      |
| Best New Face                                    |                                 |                      |                                                 | Eva Lin                                                   | Jane Marie                                            |
| Best Non-Typical Model                           |                                 |                      |                                                 | Mandy Mitchell                                            | Danni Daniels                                         |
| Best Performer in a DVD                          | Vicki Ritcher                   | Hazel Tucker         | Jessica Foxx                                    |                                                           |                                                       |
| Best Non - TS Performer                          | Christian                       | Billy Long           | Angelina Valentine                              | Christian                                                 | Wolf Hudson                                           |
| Best DVD Director                                |                                 | Joey Silvera         | Buddy Wood                                      |                                                           | Joey Silvera                                          |
| Best DVD Release                                 | Buddy Wood's Shemale Superstars | Hazel Does Hollywood | Morgan Bailey's Bad Day                         | Rogue Adventures 37                                       | Forbidden Lovers 1 - Transromantic                    |
| Best Photographer                                |                                 |                      |                                                 | Nick Milo                                                 | Sammy Mancini                                         |
| Best Solo TS Paysite or Paysite Operated by a TS | Latina Tranny                   |                      |                                                 |                                                           |                                                       |
| Best Amateur Website                             |                                 | Delia TS             |                                                 |                                                           |                                                       |
| Best Blog                                        |                                 | Godiva's TGirls      |                                                 |                                                           |                                                       |
| Best Free Website                                |                                 |                      | HungAngels                                      | caramelstgirls.com                                        |                                                       |
| Best Independent Website                         |                                 |                      | Delia TS                                        |                                                           |                                                       |
| Best Internet Personality                        |                                 |                      |                                                 |                                                           | Wendy Summers                                         |
| Best Solo TG Website                             |                                 | Wendy Williams       | Mandy Mitchell                                  | Mandy Mitchell                                            | Jesse                                                 |
| Best Non- Adult TG Oriented Website              | Urnotalone                      |                      |                                                 |                                                           |                                                       |
| Best Up & Cummer                                 |                                 |                      | Domino Presley                                  |                                                           |                                                       |
| Best Amateur Style TG Website                    | Tara-Ts.com                     |                      |                                                 |                                                           |                                                       |
| Best Foreign Performer                           |                                 |                      |                                                 |                                                           | Rui Matsushita                                        |
| Best FTM Performer                               |                                 |                      |                                                 |                                                           | Buck Angel                                            |
| Black TGirl Model of the Year                    | Katie Coxx                      | Natalia Coxxx        | Sheeba Starr                                    | Nody Nadia                                                | Chanel Couture                                        |
| Shemale Yum Model of the Year                    | Chrissy                         | Morgan Bailey        | Domino Presley                                  | Domino Presley                                            | Jane Marie                                            |
| Shemale Strokers Model of the Year               |                                 |                      | Britney Markham                                 | Delia Delions                                             | Tyra Scott                                            |
| Hottest Scene                                    |                                 |                      |                                                 | "TS Domination" con Eva Lin, Honey Foxxx e Sebastian Keys | "Managed" con Wendy Summers e Sadie Hawkins           |
| Groby New Face of the 2008                       | Hazel Tucker                    | Amy Daly             |                                                 |                                                           |                                                       |
| Lifetime Achievement Award                       | Meghan Chavalier                | Olivia Love          | Joanna Jet (performer) Tony Vee (non-performer) | Vaniity (performer) Joey Silvera (non-performer)          | Adriana Lynn Rush                                     |
| Kink Award for Kinkiest Tgirl Domme              |                                 |                      |                                                 | Yasmine Lee                                               | Jessica Fox                                           |
| Reader's Choice Fan Award                        |                                 |                      |                                                 |                                                           | Jane Marie                                            |
| Bob's Tgirls Model of the Year                   |                                 |                      |                                                 |                                                           | Gia Darling (performer) Sammy Mancini (non-performer) |

### Vincitori 2014-2018
| Categoria                              | Vincitori                                                  | Vincitori                                                                                              | Vincitori                                              | Vincitori                                                  |                                                 |
| -------------------------------------- | ---------------------------------------------------------- | --- | ------------------------------------------------------ | ---------------------------------------------------------- | ----------------------------------------------- |
| Categoria                              | 2014                                                       | 2015                                                                                                   | 2016                                                   | 2017                                                       | 2018                                            |
| Best Solo Performer                    | Sarina Valentina                                           | Penny Tyler                                                                                            | Domino Presley                                         | Kylie Maria                                                | Natalie Mars                                    |
| Best Alternative Model                 | Chelsea Marie                                              | |                                                        |                                                            |                                                 |
| Best Hardcore Performer                | Venus Lux                                                  | Jessy Dubai                                                                                            | Jonelle Brooks                                         | Aubrey Kate                                                | Aubrey Kate                                     |
| Best New Face                          | Kim Bella                                                  | Kelly Klaymour                                                                                         | Natalie Mars                                           | Chanel Santini                                             | Kayleigh Coxx                                   |
| Best Non - TS Performer                | Christian                                                  | Robert Axel                                                                                            |                                                        |                                                            |                                                 |
| Best Non - TS Performer Female         |                                                            | | Mona Wales                                             | Amarna Miller                                              | Mona Wales                                      |
| Best Non - TS Performer Male           |                                                            | | Robert Axel                                            | Alexander Gustavo                                          | Soldier Boi D. Arcylite                         |
| Best Non-Us Performer                  |                                                            | Miran                                                                                                  | Miran                                                  |                                                            |                                                 |
| Best DVD Director                      | Joey Silvera                                               | Buddy Wood                                                                                             | Joey Silvera                                           |                                                            |                                                 |
| Best DVD Release                       | Tranny Chasers                                             | Shemale Secret Services                                                                                | Kaytlin Gender e My TS Student                         | Real Fucking Girls                                         | Real Fucking Girls                              |
| Best Photographer                      | Blackula                                                   | Radius Dark                                                                                            | Josh Stone                                             | Bob Maverick                                               | Radius Dark                                     |
| Best Internet Personality              | Wendy Summers                                              | Bailey Jay                                                                                             | Becca Benz                                             | Miran                                                      | Natalie Mars                                    |
| Best Industry Personality              |                                                            | |                                                        |                                                            | Jonh Stagliano                                  |
| Best Solo TG Website                   | venuslux.com                                               | Jamie French                                                                                           | Venus-Lux                                              | Jonellebrooks.com                                          | Miamaffia.xxx                                   |
| Best Foreign Performer                 | Bruna Castro                                               | |                                                        |                                                            |                                                 |
| Best FTM Performer                     | James Darling                                              | James Darling                                                                                          | Dicky Johnson                                          |                                                            | Eddie Wood                                      |
| Best FTM New Face                      |                                                            | | Eddie Wood                                             |                                                            |                                                 |
| Best FTM Scene                         |                                                            | "The Handyman" con Delia Delions e Chance Armstrong                                                    | "Dickyjohson.com" con Trixxy Von Tease e Dicky Johnson | "FTM Hunter" con Eddie Wood e Michelle Austin              |                                                 |
| Black TGirl Model of the Year          | Kandii Redd                                                | Kayla Biggs                                                                                            |                                                        |                                                            | Megan Snow                                      |
| Shemale Yum Model of the Year          | Sienna Grace                                               | Kylie Maria                                                                                            | Sasha Skyes                                            |                                                            |                                                 |
| Shemale Strokers Model of the Year     | Gina Hart e Penny Tyler                                    | Kelly Klaymour                                                                                         |                                                        | Casey Kisses e Korra Del Rio                               |                                                 |
| Best Scene                             | "Asian Nail Salon" con Venus Lux e Foxxy                   | "The 4-some- All TGirls Volume 1" con Michelle Fireston, Nina Lawless, Chelsea Marie e Miranda Meadows | "TS Seduction" con Yasmin Lee e Lucas Knight           | "TS Seduction" con Aubrey Kate, Will Havoc e Phoenix Marie | "Wonder Woman" con Chanel Santini e Lance Heart |
| Best VR Scene                          |                                                            | |                                                        |                                                            | "Virtual Realty" con Annabell Lane              |
| Best Scene Director                    | Buddy Wood                                                 | |                                                        |                                                            |                                                 |
| Best Scene Producer                    |                                                            | Blackula                                                                                               | Jamie French                                           | Damien Cain                                                | Aiden Starr                                     |
| Lifetime Achievement Award             | Danny Evangelista (performer) Bob Maverick (non-performer) | Foxxy (performer) Ed Hunter (non-performer)                                                            | The Commander Ed Hunter TS Madison                     | Wendy Williams Natassia Dreams                             | Nicole Montero Jesse Flores                     |
| Fan Choice Award                       | Khloe Hart                                                 | | Kylie Maria                                            | Domino Presley                                             | Aubrey Kate                                     |
| Bob's Tgirls Model of the Year         | Eva Cassini                                                | Jessy Dubai                                                                                            | Domino Presley                                         | Miran                                                      | Miran                                           |
| Voluptus Diva Award                    | Michelle Austin                                            | |                                                        |                                                            |                                                 |
| Ms. Unique                             |                                                            | Nina Lawless                                                                                           | Chelsea Marie                                          | Mara Nova                                                  | Nadia Love                                      |
| Transcendece Award                     |                                                            | Tori Mayes                                                                                             | Gia Darling                                            | Stefani Special                                            | Kelly Klaymour                                  |
| Grooby Girl of the Year                |                                                            | | Ava Keading                                            | Natalie Mars                                               | Shiri Allwood                                   |
| Industrial Professional Award          |                                                            | | Mark Kernes                                            | Al Tom                                                     |                                                 |
| Kinkiest T-Girl Domme                  |                                                            | | Nina Lawless                                           | Honey Foxxx                                                | Foxxy                                           |
| Trans Model 500 of the Year            |                                                            | | Kylie Maria                                            | Eddie Wood                                                 |                                                 |
| Best International Model (West)        |                                                            | |                                                        | Mia Maffia                                                 | Mia Maffia                                      |
| Best International Model (East)        |                                                            | |                                                        | Megumi                                                     |                                                 |
| Transnational Fantasy Girl of the Year |                                                            | |                                                        |                                                            | Brooke Zanell                                   |
| Outstandig Service Award               |                                                            | |                                                        |                                                            | Morgan Bailey                                   |
| Cam Performer of the Year              |                                                            | |                                                        |                                                            | Casey Kisses Korra Del Rio                      |
| Gender Model of the Year               |                                                            | |                                                        |                                                            | Chanel Santini                                  |

### Vincitori 2019-2023
| Categoria                              | Vincitori                                                | Vincitori                                                                                                 | Vincitori                                                                        | Vincitori | Vincitori                                                                |
| -------------------------------------- | -------------------------------------------------------- | --- | -------------------------------------------------------------------------------- | --- | ------------------------------------------------------------------------ |
| Categoria                              | 2019                                                     | 2020 | 2021                                                                             | 2022 | 2023                                                                     |
| Best Solo Performer                    | Casey Kisses                                             | Casey Kisses                                                                                              | Jasmine Lotus                                                                    | Jade Venus | Jade Venus                                                               |
| Best Hardcore Performer                | Natalie Mars                                             | Natalie Mars                                                                                              | Daisy Taylor                                                                     | Emma Rose | Emma Rose e Ariel Demure                                                 |
| Best New Face                          | Khloe Kay                                                | Luna Love                                                                                                 | Emma Rose                                                                        | Brittney Kade | Zariah Aura                                                              |
| Best Non - TS Performer Female         | Lindsey Love                                             | Charlotte Sartre                                                                                          | Dana DeArmond                                                                    | Charlotte Sartre | Robin Coffins                                                            |
| Best Non - TS Performer Male           | Michael Delray                                           | Sean Michaels                                                                                             | Dante Colle                                                                      | Pierce Paris | Chris Epic                                                               |
| Best Non-Us Performer                  | Marissa Minx                                             | Marissa Minx                                                                                              | Evie Envy                                                                        | Evie Envy | Bailey Archer                                                            |
| Best DVD Release                       | Trans Pool Party                                         | TransNasty Transfixed 3                                                                                   | Tranimals                                                                        | Casey: A True Story I am Aubrey                                                                                                  | Transfixed Muses Vol. 1                                                  |
| Best Photographer                      | Radius Dark                                              | |                                                                                  | |                                                                          |
| Best Internet Personality              | River Enza                                               | Lena Moon                                                                                                 | Domino Presley                                                                   | Foxxy | Cloudy Vi                                                                |
| Black TGirl Model of the Year          | Megan Snow                                               | Jasmine Lotus                                                                                             | Peachez                                                                          | Cloudy Vi | Nubian Barbie                                                            |
| Best Scene                             | "Asian Nail Salon" con Venus Lux e Foxxy                 | |                                                                                  | |                                                                          |
| Best VR Scene/Title                    | "Hypnotrans" con Korra Del Rio                           | "Little Slut Face" con Ella Hollywood e Epicleus                                                          | "Porn and Chill" con Crystal Thayer e Chris Epic                                 | |                                                                          |
| Best Scene Producer                    | Aiden Starr                                              | Aiden Starr                                                                                               | Buddy Wood                                                                       | Bree Mills | Ricky Greenwood                                                          |
| Lifetime Achievement Award             | Fran Morgan Bailey                                       | Chelsea Marie (Performer) Damien Cain (Behind the Camera) Danny Sparky Snakeden Watters (Special Edition) | Venus Lux Jessica Fox                                                            | Domino Presley (Performer) Tom Moore (Behind the Camera)                                                                         | Louie Damazo Eddie Wood                                                  |
| Fan Choice Award                       | Daisy Taylor                                             | Lena Moon                                                                                                 | Khloe Kay                                                                        | Izzy Wilde | Izzy Wilde                                                               |
| Bob's Tgirls Model of the Year         | Natassia Dreams e Foxxy                                  | |                                                                                  | |                                                                          |
| Ms. Unique                             | Demii D Best                                             | Ally Sparkles                                                                                             | Aspen Brooks                                                                     | Pixi Lust | Jamie Kelly                                                              |
| Transcendece Award                     | Chanel Santini                                           | Aubrey Kate                                                                                               | Foxxy                                                                            | Jamie French | Natassia Dreams                                                          |
| Industrial Professional Award          | Alec Helmy                                               | Rabbits Reviews                                                                                           | Otola Photography Teddyboy                                                       | | Alison Boden                                                             |
| Kinkiest T-Girl Domme                  | Jessica Foxx                                             | Natalie Mars                                                                                              | Casey Kisses                                                                     | |                                                                          |
| Transnational Fantasy Girl of the Year | Janelle Fennec                                           | |                                                                                  | |                                                                          |
| Cam Performer of the Year              | Jessica Fappit                                           | Casey Kisses                                                                                              | Casey Kisses                                                                     | Erica Cherry | Sarina Havok                                                             |
| Gender X Model of the Year             | Lena Kelly                                               | Khloe Kay                                                                                                 | Emma Rose                                                                        | Jade Venus | Brittney Kade                                                            |
| Best Self-Producer                     | Lena Kelly                                               | Shiri Allwood                                                                                             | Natalie Mars                                                                     | Jasmine Lotus |                                                                          |
| Best Girl/Girl Scene                   | "Learning the Joys of Anal" con Natalie Mars e Ella Nova | "T.Girls.porn" con Aspen Brooks e Khloe Kay                                                               | "Tale a Ride on the Trans Train" con Korra del Rio, Ella Hollywood e Jenna Creed | "Forget Them, You are Perfect" con Foxxy e Melanie Brooks                                                                        | "TNT 3 Scene 1" con Jade Venus e Tori Easton                             |
| Best Girl/Boy Scene                    | "Aubrey Kate Plus 8"                                     | "Family Transformation" con Daisy Taylor e Jordan Taylor                                                  | "GroobyGirl" con Daisy Taylor e Dante Colle                                      | "TS Cheaters 2" con Ariel Demure e Johnny B                                                                                      | "Pansexual X Porn Crash 3" con Aubrey Kate e Dante Colle                 |
| Best Transman Performer                | Eddie Wood                                               | |                                                                                  | |                                                                          |
| Best Solo Site                         | Miamaffia.xxx                                            | |                                                                                  | |                                                                          |
| Best Clipsite Star                     | Mandy Mitchell                                           | |                                                                                  | |                                                                          |
| MV Trans Model of the Year             | Natalie Mars                                             | Kendall Penny                                                                                             |                                                                                  | Hazelshootbigloads |                                                                          |
| Pornhub Model of the Year              |                                                          | Daisy Taylor Trip Richards                                                                                | Daisy Taylor AydenPOV                                                            | | Foxxy                                                                    |
| Best BBW Performer                     |                                                          | Sophia Presley                                                                                            | Naomi Moan                                                                       | Madame Morgan | Madame Morgan                                                            |
| Best FTM Amateur                       |                                                          | Bunnie Hughes                                                                                             |                                                                                  | |                                                                          |
| Grooby Girl of the Year                |                                                          | |                                                                                  | | Kasey Kei                                                                |
| Chaturbate Broadcaster of the Year     |                                                          | Eevee Bee                                                                                                 | Casey Kisses                                                                     | Ruby Fiera | New Ivy                                                                  |
| Best Trans Male Performer              |                                                          | | Steve Trixx                                                                      | Noah Way | Keith Eros                                                               |
| Producer Choice's Award                |                                                          | |                                                                                  | Alexa Scout | Korra Del Rio                                                            |
| JustFor.Fans Fave                      |                                                          | |                                                                                  | TripleX Trans Man Natalie Mars                                                                                                   |                                                                          |
| Best Scene Threesome/Moresome          |                                                          | |                                                                                  | "Shiri's First Gangbang: Gym Slut Takes 5" con Shiri Allwoods, Chris Epic, Mason Lear, Pierce Paris, Smash Thompson e Rob Yaeger | "Bad Girls 4 Ever" con Jessy Dubai, Eva Maxim, Vanessa Vega e Jade Venus |
| Best Content Creator                   |                                                          | |                                                                                  | | Nyxi Leon                                                                |

### Vincitori 2024-2025
| Categoria                          | Vincitori | Vincitori |
| ---------------------------------- | --- | --- |
| Categoria                          | 2024 | 2025 |
| Best Solo Performer                | Rachael Belle | Autumn Rain |
| Best Hardcore Performer            | Zariah Aura | Brittney Kade |
| Best New Face                      | Eros Orisha | Avery Lust |
| Best Non - TS Performer Female     | Robin Coffins Sydney Screams                                                                                        | Siri Dahl |
| Best Non - TS Performer Male       | Steve Rickz | Steve Rickz |
| Best Non-Us Performer              | Angellica Good | Emily Adaire |
| Best DVD Release                   | TGirl Hookup Slut Fantasies Vol. 2                                                                                  | Gilligan's Trans Adventures                                                                                                |
| Best Internet Personality          | Emma Rose | Nikki Vicious |
| Black TGirl Model of the Year      | Leilani Lei | Cache Cloudy Vi |
| Best Scene                         | "Asian Nail Salon" con Venus Lux e Foxxy                                                                            | |
| Best VR Scene/Title                | "My Slutty Babysitter" con Kasey Kei e Spencer Bradley                                                              | "L-O-L-A" con Lola Morena                                                                                                  |
| Best Scene Producer                | Ricky Greenwood | Radius Dark |
| Lifetime Achievement Award         | Aubrey Kate Aiden Starr                                                                                             | Buddy Wood Yasmin Lee |
| Fan Choice Award                   | Ariel Demure | Emma Rose |
| Ms. Unique                         | Ana Andrews | Amy Nosferatu |
| Transcendece Award                 | Shiri Allwood | Domino Presley |
| Industrial Professional Award      | Nate Glass | Rick Garcia |
| Cam Performer of the Year          | Julia Jane | Casey Kisses |
| Gender X Model of the Year         | Brittney Kade | Ariel Demure |
| Best Self-Producer                 | | Dusti Bunni |
| Best Girl/Girl Scene               | "Hot Pinks Baddies" con Gracie Jane e Leilani Li                                                                    | "Does It Get Better Than This?" con Ember Fiera e Zariah Aura "Balls Deepi in the Barista" con Jade Venus e Jayne Calloway |
| Best Girl/Boy Scene                | "My TS Stepsister 8" con Jade Venus e Roman Tood                                                                    | "TS Hot Wives 4" con Amanda Riley e Cliff Jensen                                                                           |
| MV Trans Model of the Year         | Natalie Mars | |
| Pornhub Model of the Year          | Austin Spears | Emma Rose |
| Best BBW Performer                 | Mini D | |
| Grooby Girl of the Year            | Amanda Riley | Chanel Noir |
| Chaturbate Broadcaster of the Year | Danni Daniels | Jade49 |
| Best Trans Male Performer          | Jaq Quicksilver | Joey Michaels |
| Producer Choice's Award            | Lianna Lawson | Ember Fiera |
| Best Scene Threesome/Moresome      | "Lesbian Love Trans - Scene 1 - Two Hot TS Fuck Tatted Babe Aliya Brynn" con Kasey Kei, Brittney Kade e Aliya Brynn | "Bachelor Party Surprise" con Brittney Kade e Jay Tee, Michael DelRay, Roman Todd, Sage Roux, Steve Rickz e Wolf Hudson    |
| Best Content Creator               | Shiri Allwood | Ria Bentley |
| Best Transmasc Scene               | "Nicky and Zake Share Zariah" con Nicky Zeal, Zeke Nix e Zariah Aura                                                | "A Hole Lotta Love" con Austin Spears, Joey Michaels e Michael Jackman                                                     |
| TS Virtual Model of the Year       | Izzy Wilde | |
| Transcending Model of the Year     | | Bella Joie |
| Transfixed Best Acting Award       | | Ariel Demure |